# Ayesha Madon
Ayesha Madon   (Sydney, 10 de febrer de 1998) és una actriu i cantant australiana d'ascendència parsi. És coneguda per haver interpretat el personatge d'Amerie Wadia en la sèrie Heartbreak High (2022) de Netflix.

## Vida primerenca i formació
Va néixer i créixer a Sydney, la capital del país, en una residència als suburbis de la ciutat. De petita, va fer classes de claqué i va aprendre a tocar el tambor. També jugava a futbol, però la seva passió era la música.
Va estudiar l'educació obligatòria a l'escola The McDonald College. Després, amb 17 anys, es va mudar a Melbourne per tal de formar-se en teatre musical al Victorian College of the Arts, del qual es va graduar el 2018.

## Carrera
El 2019, es va donar a conèixer en el musical Fangirls, escrit per Yve Blake, que va recórrer el país en una gira fins al 2021 amb la companyia Belvoir. Hi tenia el paper de Lily, una fan apassionada per un membre d'una boy band. Mentre feien la gira, va presentar-se al càsting de la sèrie Heartbreak High, juntament amb James Majoos. En l'àmbit teatral, també ha representat Julieta en la producció de Romeu i Julieta de l'Australian Shakespeare Company i ha participat en musicals com Morning Melodies i Vivid White de la Companyia de Teatre de Melbourne.
El 2021, va debutar com a actriu de televisió fent algunes aparicions en la sèrie d'esquetxos australiana The Moth Effect, creada per Amazon Prime Video. L'any següent, va arribar-li el paper principal que la va catapultar a la fama: va fer d'Amerie Wadia a Heartbreak High (2002) de Netflix, una nova versió de la sèrie homònima dels anys 90. Gràcies a la seva interpretació, va ser nominada als Premis AACTA i als Premis Logie. A més, el 2023 va sortir en un capítol de la sèrie Love Me.
Pel que fa a la música, durant els estudis superiors va començar a experimentar fent-ne i, de manera autodidacta, a produir-ne. De fet, el 2020 va llançar la seva primera cançó, «Outside of the Party», però no va ser fins uns anys més tard que va trobar un equip i va guanyar la confiança per a estabilitzar la seva carrera musical amb un projecte més aterrat als seus desitjos com a artista. El 2023, va acompanyar a l'escenari la cantautora Meg Mac en una gira musical. El 2024, va publicar els senzills «Eulogy», «Blame Me» i «Michelle Obama», el primer dels quals va arribar a ser una de les cinc cançons més reproduïdes a l'emissora de ràdio australiana Triple J.

## Vida personal
Els seus pares són immigrants procedents de l'Índia, concretament parsis, que un cop a Austràlia van adquirir una empresa de càtering. Es va criar en una família de creença zoroàstrica, però ella és agnòstica. Amb tot, sí que s'identifica com a parsi. Té un germà actor i una germana cantant.
Va ser diagnosticada amb trastorn per dèficit d'atenció amb hiperactivitat. D'altra banda, el juliol del 2024, va sortir de l'armari públicament com a bisexual.

## Filmografia
| Any(s) | Títol           | Paper           | Anotacions      |
| ------ | --------------- | --------------- | --------------- |
| 2021   | The Moth Effect | Diversos papers | 3 episodis      |
| 2022-  | Heartbreak High | Amerie Wadia    | Paper principal |
| 2023   | Love Me         | Sienna          | 1 episodi       |

## Teatre
| Any(s)    | Títol    | Paper | Teatre        | Director  |
| --------- | -------- | ----- | ------------- | --------- |
| 2019-2021 | Fangirls | Lily  | Gira nacional | Yve Blake |

## Nominacions i premis
| Any  | Premi        | Categoria                                          | Resultat | Ref.  |
| ---- | ------------ | -------------------------------------------------- | -------- | ----- |
| 2022 | Premis AACTA | Premi del públic a la millor actriu                | Nominat  | [ 9 ] |
| 2023 | Premis Logie | Premi Graham Kennedy per al nou talent més popular | Nominat  | [ 9 ] |